# 硬类肥蛛
硬类肥蛛（学名：Larinioides sclopetaria）为园蛛科类肥蛛属的动物。分布于欧洲以及中国大陆的江苏、新疆等地，常栖息于果园之灌木丛。